# Вара, Скотт
Скотт Вара (англ. Scott Wara; 22 сентября 1999, Лаутока, Фиджи) — фиджийский футболист, защитник английского клуба «Стейлибридж Селтик» и сборной Фиджи.

## Клубная карьера
Родился 22 сентября 1999 в городе Лаутока, Фиджи, но в раннем возрасте переехал с семьёй в английский Стаффордшир. Его отец был служащим британской армии. Брат Билли является игроком в регби. Скотт также играл в регби в школе, но позже решил сконцентрироваться на футболе.
Воспитанник клуба «Сток Сити». В декабре 2017 года был отдан в аренду на один месяц в клуб восьмого дивизиона «Лик Таун», за который сыграл два матча.

## Карьера в сборной
За сборную Фиджи дебютировал 5 сентября 2018 года в товарищеском матче со сборной Соломоновых островов, в котором вышел на замену в концовке первого тайма вместо Нарендры Рао.